# هند بنت أسد الضبابية
هند بنت أسد الضبابية شاعرة عربية جاهلية.
كان لها أخاً مَاتَ في البيضاء فَرثته وأشعرت: